# Fundación José Saramago
La Fundación José Saramago es una institución cultural privada con sede en la Casa dos Bicos, en la ciudad de Lisboa, aunque también cuenta con una delegación en Azinhaga, pueblo natal del escritor José Saramago. Constituida por el propio escritor, en junio de 2007, tiene como objetivos la defensa y difusión de la Declaración Universal de los Derechos Humanos, la promoción de la cultura en Portugal y en todo el mundo, y la defensa del medio ambiente.
La Casa dos Bicos, sede de la institución, ofrece una exposición permanente dedicada a la vida y obra de José Saramago, titulada A semente e os frutos, así como otras actividades culturales como presentaciones de libros, representaciones de obras de teatro, conferencias y coloquios.
En Tías, Lanzarote, se puede visitar A Casa José Saramago, residencia del escritor y Pilar del Río hasta 2010.